# Gualtério II de Avesnes

Brasão com as Armas da Casa de Avesnes.

Valter II de Avesnes ou Gualtério II de Avesnes, como também foi conhecido (1170 - 1244) foi Senhor de Avesnes e de Leuze-en-Hainaut, foi conde de Guise, e por casamento conde de Blois e Chartres. 
Participou na Batalha de Bouvines em 27 de Julho de 1214, tendo depois partido para a Terra Santa onde foi feito prisioneiro e mais tarde libertado pelos Cavaleiros Templários. Ficou bastante tempo na Terra Santa e ajudou os Templários a construir o Castelo do Peregrino em 1218.
Quando voltou a Guise, deu inicio aos trabalhos de modernização do seu castelo e acaba por construir um elegante castelo em Englancourt com o objectivo de controlar a rota para o Condado de Hainaut e Bohain-en-Vermandois em 1226.

## Relações familiares
Foi filho de Jacques I de Avesnes, Senhor de Avesnes, e de Adela de Guise (? - 1185), Senhora de Guise.
Casou com Margarida de Blois (1170 - 1230), condessa de Blois e de Chartres, filha de Teobaldo V de Blois «O bom» (1140 - 1191) conde de Blois e de Chartres, e de Alice de França (1150 - 1195), filha do rei Luís VII de França e de Leonor da Aquitânia, de quem teve:
1. Teobaldo, faleceu jovem.
2. Maria de Avesnes ( ? - 1241) casou com Hugo I de Châtillon, conde de Saint-Pol (1196 - 1248).
3. Isabel, casada com João de Oisy, Senhor de Oisy e de Montreuil.